# Tadeusz Gajcy
Tadeusz Gajcy (tên đầy đủ là Tadeusz Stefan Gajcy) là một nhà thơ của Ba Lan, có bí danh là "Charles Topornicki", "Roman sting" và "Axe". Ông sinh ngày 8 tháng 2 năm 1922 tại Warszaw, mất ngày 16 tháng 8 năm 1944 tại Warszaw. Tadeusz Gajcy là người đồng sáng lập và biên tập của tạp chí văn học "Sztuka và Naród".

## Tiểu sử
Tadeusz Gajcy sinh ra và lớn lên trong một gia đình lao động nghèo ở Warsaw. Cha của ông là một thợ sửa khóa ở ga xe lửa Praha, còn mẹ của ông là một nữ hộ sinh tại bệnh viện địa phương. Ông từng học trung học tại trường Gimnazjum Marianów ở Bielany. 

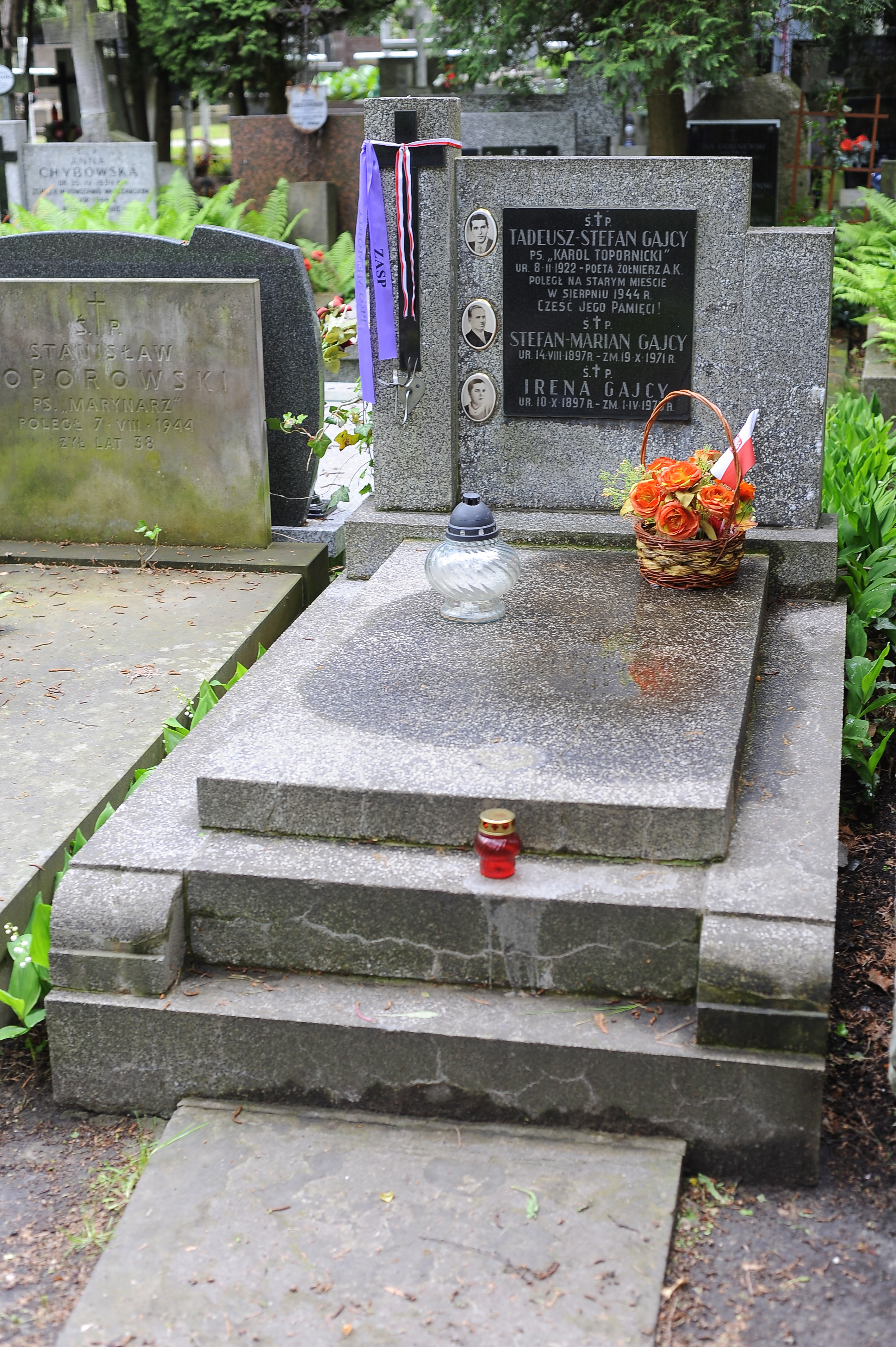
Mộ của Tadeusz Gajcy tại Nghĩa trang Quân đội Powązki ở Warsaw

Tháng 9 năm 1939 chiến tranh thế giới thứ 2 bùng nổ, lúc này ông đang được huấn luyện quân sự, và được điều động đến Włodawa, một thành phố ở phía đông của Ba Lan để cùng với các lực lượng khác thành lập một tiểu đoàn mới. Tuy nhiên sau đó không lâu, ông lại trở về Warsaw sau khi thành phố đầu hàng quân Đức.
Trong thời gian Đức chiếm đóng, ông quay trở lại trường học Gimnazjum Marianów tiếp tục học chương trình trung học tại đây. Sau khi tốt nghiệp trung học, ông đã tiếp tục ghi danh vào ngành ngôn ngữ Ba Lan tại trường Đại học Warsaw (hình thức học bí mật). Tại đây ông đã gặp gỡ nhà thơ Zdzisław Stroiński - người mà đã giới thiệu ông với tổ chức Liên minh Quốc gia (Konfederacja Narodu), hoạt động một cách bí mật.
Năm 1942, Tadeusz Gajcy đã giành giải 3 tại cuộc thi do nhóm văn học "Sztuka và Naród" tổ chức với bài thơ "Ngày hôm qua". Từ thời điểm đó, Tadeusz Gajcy tham gia vào nhóm văn học này, ông cùng với Stroiński đã bí mật sáng lập tạp chí "Sztuka và Naród".
Tập thơ đầu tay của Gajcy có tựa đề "Quang phổ" được xuất bản vào tháng 5 năm 1943. Cũng trong khoảng thời gian đó, Gajcy cùng với Bojarski và Stroiński đã tham gia hành động đặt hoa tại tượng đài Copernicus vào ngày 25 tháng 5 năm 1943, nhân kỷ niệm 400 năm ngày mất của nhà bác học vĩ đại.
Đến tháng 10 năm 1943, ông đã nghĩ việc mà ông làm trước đây (nhân viên kho của một công ty quần áo) và chuyên tâm vào việc viết lách. Vào tháng 10, ông hoàn thành bài thơ "Bí mật ngày chủ nhật" được đăng trên tạp chí "Sztuka và Naród".
Vào tháng 5 năm 1944, tập thơ thứ hai của ông với tựa đề "Tia sáng hàng ngày" được xuất bản, với số lượng phát hành là 500 bản. Từ ngày 1 tháng 8 năm 1944, ông lấy bút danh "Topór" cho hoạt động nghệ thuật. Ngày 16 tháng 8 năm 1944, ông cùng với Stroiński đã bị quân Đức phục kích và cho nổ tung trụ sở tạp chí tại đường Przejazd.